# Polymixis nigrella
Polymixis nigrella är en fjärilsart som beskrevs av Gélin och Lucas 1814. Polymixis nigrella ingår i släktet Polymixis och familjen nattflyn. Inga underarter finns listade i Catalogue of Life.